# Recilia jamiensis
Recilia jamiensis är en insektsart som beskrevs av Matsumura 1940. Recilia jamiensis ingår i släktet Recilia och familjen dvärgstritar. Inga underarter finns listade i Catalogue of Life.